# DTMステーション
DTMステーション（ディーティーエムステーション / DTM STATION）は有限会社フラクタル・デザインが編集・発行しているデスクトップミュージック（DTM）に関するWeb情報サイト。DTMに関わるハードウェアやソフトウェアなどをレビューする形で取り上げている。
コンピュータ・ミュージック・マガジン(電波新聞社)の編集・執筆、All Aboutの DTM・デジタルレコーディングのガイド、またAV Watchの連載「週刊Digital Audio Laboratory」の執筆などを行ってきた藤本健が、2010年4月にlivedoor Newsのコンテンツとしてとしてスタート。2011年6月に有限会社フラクタル・デザインの運営に移る。
2013年9月から、DTMステーションの派生コンテンツとして、作曲家の多田彰文とともにネット配信番組DTMステーションPlus!をスタート。さらに2018年4月からはレーベルであるDTMステーションCreativeを立ち上げ、声優の小岩井ことりなどを起用したアルバムを制作している。